# San Pietro Mussolino
San Pietro Mussolino – miejscowość i gmina we Włoszech, w regionie Wenecja Euganejska, w prowincji Vicenza.
Według danych na rok 2004 gminę zamieszkiwało 1486 osób, 371,5 os./km².